# Lessolo
Lessolo is een gemeente in de Italiaanse provincie Turijn (regio Piëmont) en telt 1990 inwoners (31-12-2004). De oppervlakte bedraagt 7,9 km², de bevolkingsdichtheid is 252 inwoners per km².

## Demografie
Lessolo telt ongeveer 897 huishoudens. Het aantal inwoners daalde in de periode 1991-2001 met 1,8% volgens cijfers uit de tienjaarlijkse volkstellingen van ISTAT.
| Jaar | Inwoneraantal |
| ---- | ------------- |
| 1991 | 1991          |
| 2001 | 1956          |

## Geografie
Lessolo grenst aan de volgende gemeenten: Brosso, Borgofranco d'Ivrea, Montalto Dora, Alice Superiore, Vico Canavese, Fiorano Canavese.
1. ↑  https://demo.istat.it/?l=it.